# 牛杜镇
牛杜镇，是中华人民共和国山西省运城市临猗县下辖的一个乡镇级行政单位。

## 行政区划
牛杜镇下辖以下地区：
牛杜村、镇西村、东荆阳村、西水南村、香落村、何家庄村、王景村、姚村、铁匠营村、王寮村、慈阳村、官庄村、裴家营村、上庄村、下庄村、太范村、老堡村、杨中村、田村、杨妃村、杨家庄村、景滑村、东水南村和屈家庄村。